# نيكول باين
نيكول باين (بالإنجليزية: Nicolle Payne)‏ هي لاعبة كرة الماء أمريكية، ولدت في 15 يوليو 1976 في باراموونت في الولايات المتحدة.

## وصلات خارجية
- نيكول باين على موقع اللجنة الأولمبية الدولية (الإنجليزية)
- نيكول باين على موقع أوليمبيديا (الإنجليزية)